# ロッカーズ (企業)
株式会社ロッカーズは、東京都港区に事業所を置く、日本のプロデュース会社、および芸能事務所である。

## 概要
芸能関連業務を行うエンターテインメント・プロデュース事業と、生活や人生に関連する業務を行うライフ・プロデュース事業の2本柱をコンセプトに、プロデュース会社として設立される。
エンターテイメント・プロデュース事業は、各メディアコンテンツの企画やキャスティングの他、芸能プロダクションとして機能し、アーティスト・俳優・タレント等の発掘・育成・マネージメントをしている。
ライフ・プロデュース事業としては、一般企業のサービスや商品、及び飲食店や美容サロン等のプロモーションやブランディングの他、大学改革支援を主な目的とする「ブランドデザイン総合研究所」を設立する。

## 沿革
- 2006年11月1日 - 東京都港区白金台を本店として法人登記。
- 2007年1月 - 事業所を渋谷区桜丘町に移転。
- 2010年6月 - 事業所を目黒区青葉台に移転。
- 2010年1月 - 町宮亜子が女優、及びタレントとして所属（2015年7月契約終了）。
- 2010年1月 - AYUMIがシンガー、及びタレントとして所属（2011年12月契約終了）。[1]
- 2011年3月 - インターネットテレビ局「Akiba.TV」にて、番組の企画制作。
- 2012年3月 - （株）フジテレビジョンと業務提携。
- 2012年6月 - 事業所を渋谷区千駄ヶ谷に移転。
- 2012年10月 - 映像演劇プロジェクト「RAMPS」を設立。